# NCSM Fredericton (K245)
Pour les autres navires du même nom, voir NCSM Fredericton.
Le NCSM Fredericton (K245), était une corvette canadienne de classe Flower de la Marine royale canadienne. Il a été commandé de Marine Industries Ltd. à Sorel au Québec et mis en chantier le 22 mars 1941. Elle a été mise à l’eau le 2 septembre 1941 et mise en service le 8 décembre 1941. Il a été baptisé du nom de la communauté de Fredericton au Nouveau Brunswick.
Le Fredericton a servi durant la Bataille de l’Atlantique de 1941 à 1945. Au cours de l'année 1942, elle a escorté des pétroliers des Caraïbes à New York. De 1943 à 1945, il a escorté des convois le long des côtes ouest de l'Atlantique et plus tard, a traversé l'Atlantique jusqu'en Irlande du Nord. Il a été désarmé le 14 juillet 1945. La disposition finale du navire n’est pas très claire en raison d’une erreur possible dans le Lloyd's Register. Le navire a soit été vendu pour ses pièces en 1946 ou a terminé sa carrière comme baleinier japonais sous drapeau panaméen jusqu’en 1979.

## Les corvettes de la Marine royale canadienne
Au début de la Seconde Guerre mondiale, la Marine royale canadienne désirait ardemment construire des vaisseaux de guerre. Cependant, les chantiers navals canadiens étaient incapables de construire de tels vaisseaux et, à l’époque, il était impossible de les acheter de la Grande-Bretagne car la capacité de production de ce pays était réservée entièrement à sa propre défense. On a alors décidé qu'un modèle modifié de chasseur-baleinier pourrait être construit dans les chantiers canadiens et pourrait plus tard être échangé avec la Grande-Bretagne contre des destroyers de classe Tribal. Le projet d’échange a par la suite échoué mais la Marine canadienne avait déjà commandé les chasseurs-baleiniers. Ces navires sont devenus la base de la flotte de corvettes de la Marine canadienne. 64 bateaux ont d’abord été commandés et ils ont été construits en 1939 et 1940.
On s'attendait au début à ce que la flotte de corvettes soit remplacée par une série de frégates et de destroyers plus grands mais l'étroitesse du canal de Lachine à Montréal empêchait de  plus grands bateaux de rejoindre l'océan Atlantique à partir des chantiers navals des Grands Lacs. La flotte de corvettes est donc restée. Par la suite, 123 corvettes ont été construites, soit la plus grande série de navires de classe jamais utilisés par la Marine canadienne. Les corvettes ont été appelées classe Fleur d’après un modèle britannique semblable. Les Britanniques leur ont donné des noms des fleurs comme Bégonia et Gladiolus. La Marine canadienne a décidé de nommer ses navires d’après les noms de villes canadiennes. Ils auraient dû être appelés classe Town, mais une série de destroyers américains employait déjà ce nom et la classe Flower (ou Fleur) a donc été retenue pour les corvettes canadiennes.

## Construction duFredericton

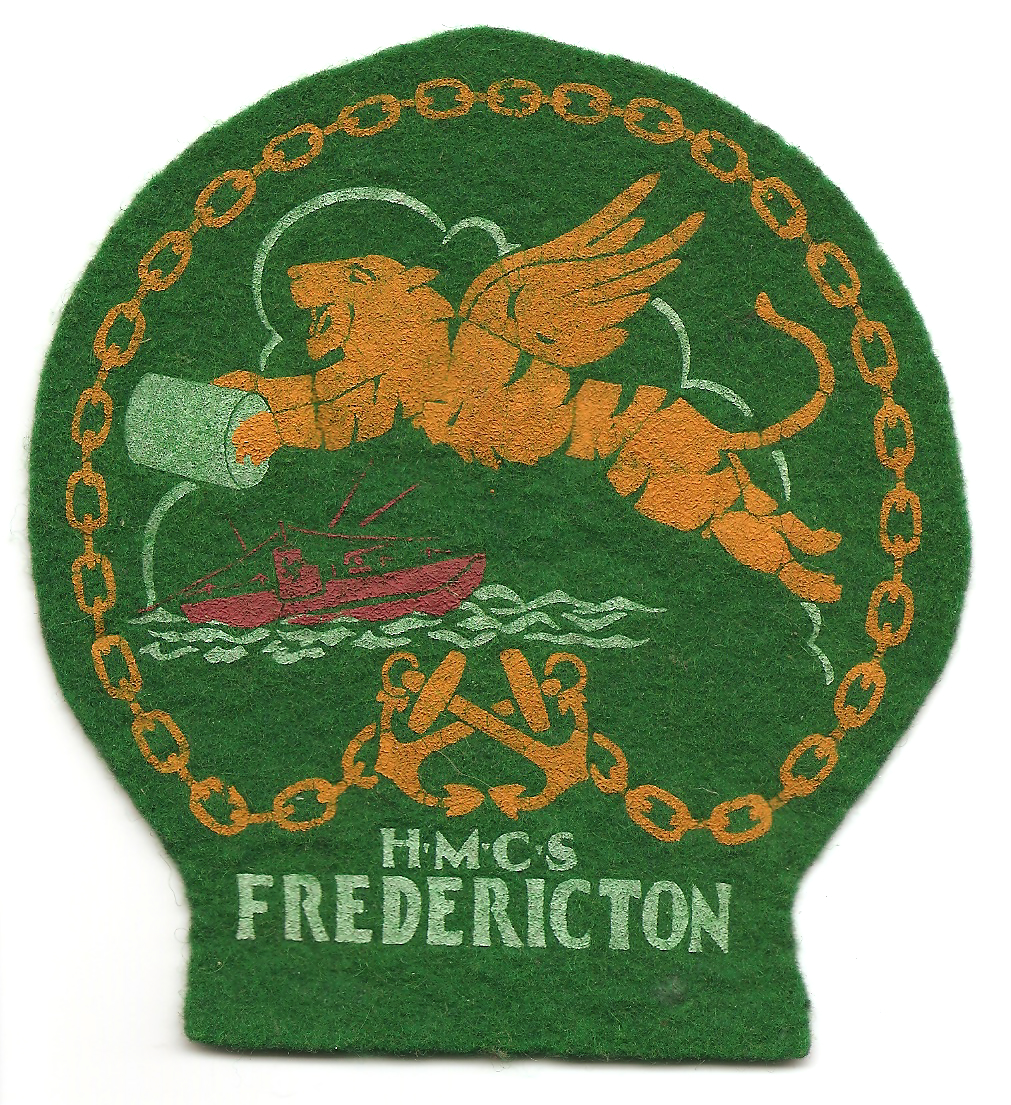
Emblème du NCSM Fredericton (K245), Tigre ailé larguant une grenade anti-sous-marine sur un « U-Boot »

Le Fredericton a été mis en chantier par Marine Industries le 22 mars 1941 et terminé 5 mois et 11 jours plus tard, le 2 septembre 1941. Le coût total pour la construction a été d’environ 600 000 $ CAN. Il a été mis en service actif le 8 décembre 1941.

### Conception

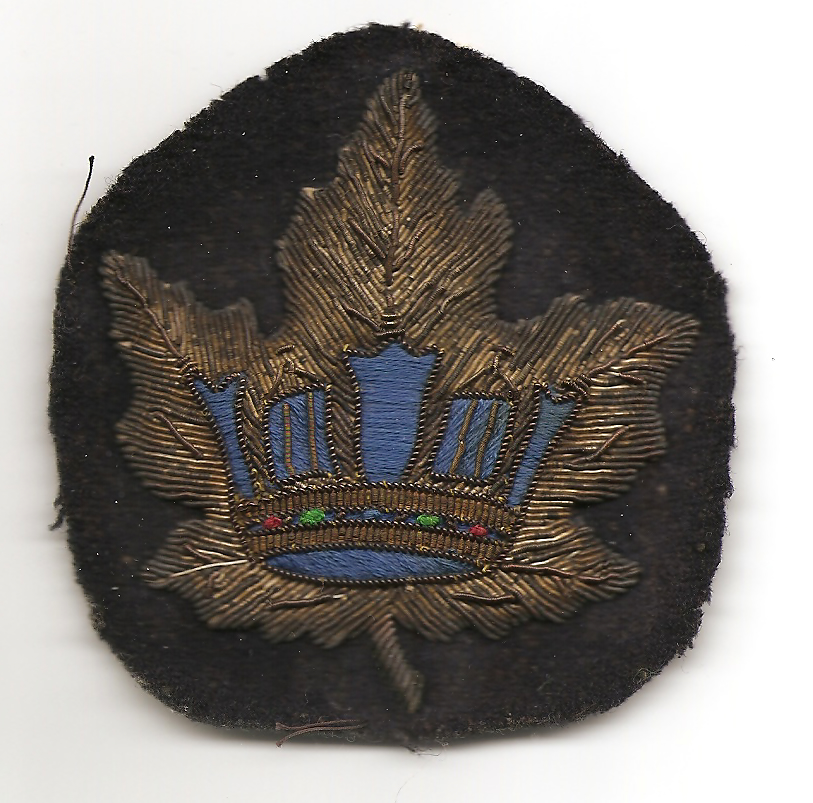
Écusson du NCSM Fredericton

Le Fredericton faisait partie d'une classe révisée de corvettes construites en 1941 qui étaient plus longues et plus lourdes. Parmi les autres navires de la même classe, on retrouve le Calgary, le Charlottetown et le Halifax. Ces bateaux avaient un gaillard d'avant rallongé et une chaudière à tube d'eau. Les autres bateaux plus anciens construits en 1939-1940 utilisaient une chaudière écossaise. Le modèle révisé utilisait une chaudière à tube d’eau qui n’était pas disponible auparavant. La chaudière à tube d’eau permettait d’obtenir un approvisionnement en vapeur plus fiable. Ces chaudières étaient plus sécuritaires, plus petites et plus faciles à maintenir que les chaudières écossaises. La chaudière à tube d’eau est devenue la norme utilisée dans la conception des futurs bateaux. Le gaillard d'avant plus long offrait plus d’espace habitable et de quartiers secs. Le Fredericton avait 208 pieds 4 pouces (63,50 m) de long, ce qui représentait environ 3 pieds (0,91 m) de plus que les anciens modèles. On trouvait que les mâts des corvettes construites antérieurement étaient trop lourds. Le mât reconçu a augmenté le dévers pour lui permettre de mieux naviguer en mer forte. Le mât principal du Fredericton a été placé à l'arrière du pont principal afin d'améliorer la vision. Elle était propulsée au moyen d’une seule hélice, et son moteur alternatif à triple expansion de 2 750 ihp (2 050 kW) lui donnait une vitesse maximale de 16 nœuds (30 km/h).

### Armement
Le Fredericton était armé d’un canon de 4 pouces à l’avant et d’un canon de 2 livres. Des mitrailleuses Lewis de 5 pouces à affût double étaient installées sur le pont pour la défense aérienne. Pour la guerre anti-sous-marine, des charges explosives pouvaient être lancées par quatre tireurs près de la poupe ou jetées par l’arrière grâce à deux trappes. Plus tard pendant la guerre il a été équipé d’un hérisson, qui s’est avéré un mécanisme efficace pour le lancement de grenades anti-sous-marine.

### Équipage

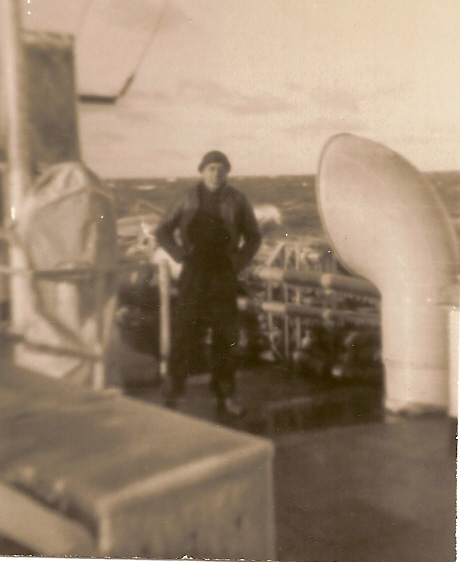
Fernand Beaupré, marin à bord du NCSM Fredericton (1944)

Le Fredericton a été construit pour un équipage de 85 personnes incluant 5 officiers et le commandant. Du 8 décembre 1941 au 1er juillet 1942 il a été commandé par le capitaine de corvette intérimaire J.H.S. MacDonald du RCNR. Du 2 juillet 1942 au 20 juillet 1944, il a été commandé par le LCdr J.E. Harrington du RCNVR et enfin, le lieutenant J.C. Smythe du MRC l'a commandé à partir du 21 juillet 1944 jusqu'à son désarmement le 14 juillet 1945.

## Service pendant la guerre

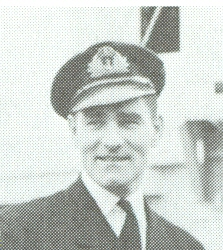
Lt. Cdr. J.E. Harrington, commandant de juillet 1942 à juillet 1944.

Le Fredericton a servi pendant la bataille de l'Atlantique à partir de décembre 1941 jusqu’à la fin de la guerre en mai 1945. Après son lancement, il a été mis à l'essai sur la mer pendant trois mois. Sa première mission de guerre consistait à escorter des convois de carburant des Caraïbes à New York. En 1942, la menace des U-boote s’est accrue dans les Caraïbes. À l’époque, les États-Unis ne disposaient pas d’un nombre suffisant de bateaux disponibles et ont demandé l’aide du Canada pour la mission d’escorte. Après son premier voyage vers Aruba, le Fredericton a été transféré au commandement opérationnel naval américain pour escorter des convois entre la baie de Guantánamo et New York. Il a effectué des missions d'escorte jusqu'au 21 février 1943 lorsqu’il a été transféré à la Force d'escorte locale de l'Ouest pour faire la navette entre New York et Saint-Jean de Terre-Neuve.
Après un grand carénage pour le remettre en état, il a été réassigné à la Force d'escorte de haute-mer en octobre 1943 escortant des convois entre St-Jean et Londonderry en Irlande du Nord. Le Fredericton a passé 11 mois ainsi avant de subir une seconde remise en état en septembre 1944. Il a servi pendant le reste de la guerre comme escorteur océanique. Tout au long de sa carrière dans la Bataille de l’Atlantique, le Fredericton n’a jamais être attaqué, de sorte que ses équipages l’ont qualifié de « navire le plus chanceux de la Marine canadienne ».

## Convois résumé
| Description                                            | Période                       | Convois Escortés | Port visités                               |
| ------------------------------------------------------ | ----------------------------- | --- | ------------------------------------------ |
| Force d'escorte locale                                 | janvier 1942 - juillet 1942   | HX171, SC069, HX181, ON079, SC081, ON089, HX192, ON098, HX195, ON104, BX028                                            | Boston, New York City, Halifax, St. John's |
| Force d'escorte dans les Caraïbes                      | juillet 1942 - août 1942      | HA002, AH002 | Halifax, Aruba                             |
| Transféré au commandement opérationnel naval américain | septembre 1942 - février 1943 | | Guantánamo Bay, New York City              |
| Force d'escorte locale de l'Ouest                      | mars 1943 - mai 1943          | HX229, HX230, ONS001, SC127, ONS004, XB049A, BX049                                                                     | New York City, Halifax, St. John's         |
| Première remise en état                                | mai 1943 - octobre 1943       | | Liverpool, Nouvelle-Écosse                 |
| Force d'escorte de haute-mer                           | octobre 1943 - septembre 1944 | HX262, ON213, HX270, ON219, HX276, ON224, SC154, ONS032, ON234, HX291, ON239, HX296, ON244, HX301, ON249, HX306, ON256 | Halifax, St. John's, Londonderry           |
| Seconde remise en état                                 | septembre 1944 - février 1945 | | Saint-Jean, Nouveau-Brunswick              |
| Force d'escorte de haute-mer                           | février 1945 - mai 1945       | SC168, ON292, SC172, ON300, SC176                                                                                      | Halifax, St. John's, Londonderry           |

Note: Convois indiqués en ordre chronologique.

## Disposition
La disposition finale du Fredericton diffère selon les sources. Selon certaines de celles-ci, il a été vendu pour ses pièces en 1946 après avoir été désarmé,,.
Cependant, une source soutient qu’il s’est glissé une erreur dans le Lloyd's Register et son registre a été confondu avec celui du NCSM Saskatoon. Le registre indique que le bateau a été vendu comme baleinier en 1948. Il a été enregistré sous le drapeau panaméen sous le nom Tra los Montes. En 1950 il a été rebaptisé Olympic Fighter et utilisé comme baleinier. Il a eu plusieurs noms par la suite incluant Otori Maru no 6 en 1956 et Kyo Maru no 20 en 1961. La dernière inscription au Lloyd's Register date de 1978-79.

## Annexes

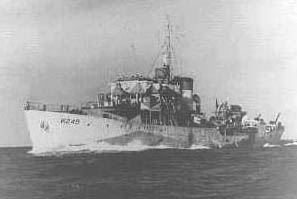
NCSM Fredericton